# Dix mille ans de cinéma
Dix mille ans de cinéma es una película del año 1991.

## Sinopsis
Diez mil años de cine ofrece las reflexiones de cineastas grabadas durante la celebración del Fespaco 1991. Djibril Diop Mambéty, David Achkar, Moussa Sène Absa, Mambaye Coulibaly, Idrissa Ouédraogo, Mansour Sora Wade... expresan su fe en la eternidad del cine africano.